# 小萨赞卡村委员会
小萨赞卡村委员会（俄语：Малосазанский сельсовет）是俄罗斯联邦阿穆尔州斯沃博德内区所属的一个村委员会。其下辖有1个居民点，行政中心为小萨赞卡。据2016年统计，该村委员会的人口为1805人。